# Берри, Кендре
Кендре́ ДеКва́н Бе́рри (англ. Kendré DeQuan Berry; 14 марта 1991, Флинт, Мичиган, США) — американский актёр, певец, автор песен и продюсер.

## Биография и карьера
Кендре ДеКван Берри родился 14 марта 1991 года в Флинте (штат Мичиган, США) в семье актёра и стенд-ап комедианта Кена Берри и театральной актрисы Телишии Берри, которые привили ему любовь к актёрству.
Он наиболее известен своими ролями Даррелла в «Клиент всегда мёртв», мальчика с рюкзаком в «Рассекреченном руководстве Неда по выживанию в школе» и Джабари Уилкса в двух последних сезонах «Подруг». Среди его более поздних ролей Халил Грэм в сериале Amazon Studios «Десница Божья».
Кендре выступал в радиошоу, известном как «Приключения в Одиссее», в котором озвучивал Марвина Вашингтона. Кендре выпустил свой дебютный R & B альбом «Guess Again» с Invincible Avenue Entertainment.

## Избранная фильмография
| Год       |   | Русское название                 | Оригинальное название         | Роль                                  |
| --------- | - | -------------------------------- | ----------------------------- | ------------------------------------- |
| 2004      | с | Детектив Раш                     | Cold Case                     | Роберт ('53)                          |
| 2004      | с | Всякая всячина                   | All That                      |                                       |
| 2005      | с | Скорая помощь                    | ER                            | Маленький Си                          |
| 2005      | с | Клиент всегда мёртв              | Six Feet Under                | Даррелл                               |
| 2006      | с | Ищейка                           | The Closer                    | Маленький дьявол                      |
| 2006—2008 | с | Подруги                          | Girlfriends                   | Джабари Уилкс                         |
| 2012      | ф | Мак и Девин идут в среднюю школу | Mac & Devin Go to High School | Всезнайка студент-химик / Курильщик 3 |
| 2015      | с | Десница Божья                    | Hand of God                   | Халил Грэм                            |